# 대한민국 상법 제340조
대한민국 상법 제340조는 기명주식의 등록질에 대한 상법 회사법의 조문이다.

## 조문
第340條 (記名株式의 登錄質) ① 기명주식을 질권(質權)의 목적으로 한 경우에 회사가 질권설정자의 청구에 따라 그 성명과 주소를 주주명부에 덧붙여 쓰고 그 성명을 주권(株券)에 적은 경우에는 질권자는 회사로부터 이익배당, 잔여재산의 분배 또는 제339조에 따른 금전의 지급을 받아 다른 채권자에 우선하여 자기채권의 변제에 충당할 수 있다.  <개정 2011.4.14.>
②民法 第353條第3項의 規定은 前項의 境遇에 準用한다.
③第1項의 質權者는 會社에 對하여 前條의 株式에 對한 株券의 交付를 請求할 수 있다.